# (35447) 1998 CW2
1998 CW2 (asteroide 35447) é um asteroide da cintura principal. Possui uma excentricidade de 0.05657290 e uma inclinação de 3.37031º.
Este asteroide foi descoberto no dia 6 de fevereiro de 1998 por Eric Walter Elst em La Silla.